# مسافرخانه سعادت
مسافرخانه سعادت یک مجموعه تلویزیونی محصول سال ۱۳۸۷ به کارگردانی، نویسندگی محمد رحمانیان و تهیه‌کنندگی شهاب حجازی می‌باشد که از شبکه یک پخش شد. این مجموعه در ۷۵ قسمت تهیه شد.

## خلاصه داستان
مجموعه‌ای اپیزودیک با حال و هوای طنز است که داستان‌های آن در یک مسافر خانه اتفاق می‌افتد. داستان آن درباره رضا سعادت مدیر یک مسافرخانه است. در مسافرخانه او اتاقی وجود دارد که رضا آن را اتاق سعادت می‌نامد و هر بار با آمدن مسافران تازه به این مسافرخانه اتفاقی جالب در این مکان می‌افتد.

## بازیگران
- افشین هاشمی
- آشا محرابی
- پرستو گلستانی
- خسرو احمدی
- دانیال کوهستانی
- علی عمرانی
- فروغ قجابگلی
- هومن برق‌نورد